# Adela Piskorska
Adela Piskorska (ur. 16 listopada 2003) – polska pływaczka, specjalizująca się w stylu grzbietowym, mistrzyni Letniej Uniwersjady (2023), mistrzyni Europy (2024).

## Życiorys
Jest wychowanką klubu Torpeda Oleśnica. Od 2020 reprezentowała barwy UKS Shark Rudna, w 2022 została zawodniczką AZS UMCS Lublin.
Reprezentowała Polskę na imprezach rangi mistrzowskiej. W 2023 zdobyła złote medale w wyścigach na 50 metrów i 100 metrów stylem grzbietowym i srebrny w sztafecie 4 x 100 metrów stylem zmiennym na zawodach Letniej Uniwersjady. W 2024 została mistrzynią Europy w wyścigu na 100 metrów stylem grzbietowym oraz w sztafecie 4 x 100 metrów stylem zmiennym (z Dominiką Sztanderą, Pauliną Pedą i Kornelią Fiedkiewicz) i brązową medalistką w wyścigu na 50 metrów stylem grzbietowym (na tych samych zawodach zajęła też 6. miejsce w wyścigu na 200 metrów stylem grzbietowym).
Startowała też na:
- mistrzostwach świata na krótkim basenie w 2022 (odpadła w eliminacjach wyścigów na 50 metrów, 100 metrów i 200 metrów stylem grzbietowym)
- mistrzostwach świata na długim basenie w 2023 (odpadła w eliminacjach wyścigów na 50 metrów, 100 metrów i 200 metrów stylem grzbietowym, w sztafecie 4 x 100 metrów stylem zmiennym zajęła 10. miejsce)
- młodzieżowych mistrzostwach Europy w 2023 (zdobyła srebrne medale w wyścigu na 100 metrów stylem grzbietowym, w sztafecie 4 x 100 metrów stylem zmiennym i 4 x 100 metrów stylem zmiennym mix, a także brązowy medal w wyścigu na 50 metrów stylem grzbietowym)
- mistrzostwach świata na długim basenie w 2024 (w wyścigu na 50 metrów stylem grzbietowym zajęła 6. miejsce, w sztafecie 4 x 100 metrów stylem zmiennym zajęła 7. miejsce, w wyścigach na 100 i 200 metrów stylem grzbietowym odpadła w półfinale)

Na mistrzostwach Polski na basenie 50-metrowym zdobyła 9 medali:
- 2021: 50 metrów stylem grzbietowym: 3 m.
- 2023: 50 metrów stylem grzbietowym: 1 m., 100 metrów stylem grzbietowym: 1 m., 10 metrów stylem grzbietowym: 1 m., sztafeta 4 x 100 metrów stylem zmiennym: 2 m.
- 2023 (zimowe): 100 metrów stylem grzbietowym: 1 m.
- 2024: 50 metrów stylem grzbietowym: 1 m., 100 metrów stylem grzbietowym: 1 m., 10 metrów stylem grzbietowym: 1 m.,

Na mistrzostwach Polski na basenie 25-metrowym zdobyła 1 medal:
- 2021: 200 metrów stylem grzbietowym: 1 m.

Jest rekordzistką Polski w wyścigu na 200 metrów stylem grzbietowym (basen 25 m), wynikiem 2:04,64 (3.12.2021). Poprawiała rekord Polski w sztafecie 4 x 100 metrów stylem zmiennym (basen 50 m), wynikiem 4:00,23 (30.07.2023) i następnie wynikiem 3:58,71 (23.06.2024)